# Pilisszántói 2. sz. kőfülke
A Pilisszántói 2. sz. kőfülke Magyarország megkülönböztetetten védett barlangjai között van. A régészeti szempontból jelentős barlang a Duna–Ipoly Nemzeti Park területén lévő Pilis hegységben, a Pilisszántó szélén található Pilis hegyen helyezkedik el.

## Leírás
A Pilisszántói 2. sz. kőfülke a Pilisszántótól É-ra található sziklafalban helyezkedik el. A Pilisszántói-kőfülkétől D-re, 50 m-re, a Pilisszántói-kőfülkéhez vezető ösvény mellett fekszik a Pilisszántói 2. sz. kőfülke. A Pilisszántói 2. sz. kőfülke triász mészkőben jött létre korrózió és kifagyásos aprózódás miatt. Szépen oldott, alagútszerű bejárat vezet a 4,5 m hosszú, egyetlen kőfülkéből álló barlangba. Az üregben a kevés cseppkőképződmény, melyek nagyon rongáltak, mellett borsókövek is megfigyelhetők. Az áthalmozott, mélyített aljzaton az aprószemcsés kőzettörmelék között ásatási nyomok láthatók. A barlangban a késő Würm-glaciálisba sorolható eszközöket, illetve csontleleteket fedeztek fel. Engedély nélkül látogatható a barlangjáró alapfelszerelés nélkül is járható barlang.
1984-ben volt először Pilisszántói 2. sz. kőfülke a neve a barlangnak az irodalmában. Előfordul a barlang az irodalmában II. kőfülke (Kordos 1984), II. számú kőfülke (Torma 1986), Pilisszántó II. kőfülke (T. Dobosi, Vörös 1986), Pilisszántói II. fülke (Gábori 1951), Pilisszántói II. kőfülke (Mészáros, Vértes 1955), Pilisszántói 2.sz.kőfülke (Kraus 1997), Pilisszántói II. sz. kőfülke (T. Dobosi, Vörös 1986), Pilisszántói II.sz. kőfülke (Kárpát 1990), Pilisszántó Rock-Shelter II (T. Dobosi, Vörös 1986), Pilisszántó Rock-Shelter II. (T. Dobosi, Vörös 1986), Pilisszántó – Rock-Shelter II. (T. Dobosi, Vörös 1986), Pilisszántó Rock Shelter No. 2 (Jánossy 1977), Rock-Shelter II (T. Dobosi, Vörös 1986), Vértes L. féle kőfülke (Kárpát 1990) és Vértes L.féle kőfülke (Kraus 1997) neveken is. Lehet, hogy a Pilisszántói 4. sz. üreg (Kordos 1984), Pilisszántói 4.sz.üreg (Kraus 1997) és a Pilisszántói régi kőfülke (Láng 1953) nevek is ennek a barlangnak a nevei.

## Kutatástörténet
Az 1951. évi Archaeologiai Értesítőben lévő, Gábori Miklós által írt publikációban meg van említve, hogy a Pilisszántói II. fülke kitöltéséből előkerült két kis csonthegy. Nagyságuk: 2,1 és 2 cm. A folyóirat 9. tábláján látható a barlangból előkerült, magdaléni kultúrájú két csonthegy (6. és 7. kép).
Az 1953. évi Földrajzi Értesítőben lévő, Láng Sándor által írt tanulmány szerint a Pilisszántói-kőfülke környékén található sziklafalakon látszanak a régi nagy karsztforrás-tevékenység nyomai. Nagyon sok kis járat és néhány, majdnem teljesen eltömődött barlangüreg is megfigyelhető itt. Ilyen pl. a 4. sz. üreg, amely a mellékelt ábrán jelölve van. Ennek a kőfülkének a bejárata kb. 390 m tszf. magasságban van. A nagy kőfülke kb. 2,5 m széles, 2 m magas és 2 m hosszú. Már majdnem egészen feltöltődött lejtőtörmelékkel és sárgás barlangi vályoggal. Mostanában, amikor fedezéket készítettek benne, feltárták. Falai jól megőrizték a víz oldó hatásának nyomát. Elképzelhető, hogy aljáról tovább vezetnek befelé kis járatok. A barlang alatt nagy törmeléklejtő húzódik, mely kiterjed a többi barlang alá is. A publikációban lévő 6. ábrán, a Pilis hegy hosszmetszet térképén látható a Pilis hegyen lévő barlangok körülbelüli földrajzi elhelyezkedése. A rajzon megfigyelhető a Pilisszántói régi kőfülke földrajzi elhelyezkedése.
Az Archaeologiai Értesítő 1955. évi évfolyamában az olvasható, hogy a lovasi festékbánya kora a würm interstadiálisnak valószínűleg az első harmadára, de mindenképpen a jégmentes szakaszra tehető, és kultúrája azonosítható a Pilisszántói II. kőfülke, a Jankovich-barlang, a Szelim-lyuk, a Csákvári-barlang, a Kis-kevélyi-barlang, a Bivak-barlang és a Magyarországon kívül található, de leletanyagában azonos Pálffy-barlang felső rétegének leleteivel, melyeket közös megjelöléssel a szeleta-kultúra dunántúli csoportjának nevezünk. A Pilisszántói 2. sz. kőfülke lelete a Vértes László által írt és 1951-ben kiadott publikációban, tévesen magdaleni I-ként lett meghatározva.
Vértes László 1965-ben napvilágot látott könyvében közölve van, hogy a Pilisszántói II. kőfülke leletanyaga a Bivak-barlangból előkerült leletek kormeghatározásának kontrolljaként használható. A kis Pilisszántói 2. sz. kőfülke a Pilis hegyen, a Bivak-barlangtól néhány kilométerre, a Pilisszántói-kőfülke közvetlen szomszédságában helyezkedik el. A Pilisszántói 2. sz. kőfülkét 1946-ban Vértes László tárta fel, aki a barlangban jól tagolt rétegsort talált. A jelenkori humusztalaj alatt mésztufás záróréteg, ez alatt pedig löszös kitöltés húzódott, amely alsó részén agyagos, mészkőtörmelékes kifejlődésű. Ez alatt barna, majd legalul vörösbarna réteg húzódott. Kronológiai tagolásra nem alkalmas az üreg szegényes faunája. Az alsó rétegekből (löszös agyag, a barna és vörösbarna rétegek) csak két kovaeszköz került elő. Mindkettő szeleta-kultúrájú kaparó.
Az egyik nagy bulbusú (a Jankovich-barlangra jellemző típus), a másik pedig obszidiánból készült. A Pilisszántói 2. sz. kőfülkében velük együtt volt egy-két bizonytalanul megmunkált csonttárgy is. A leletet magdaléninek határozták meg Vértes Lászlóék, melyet egy későbbi tanulmányukban szeleta-kultúrájúra helyesbítettek. A tiszta és jól tagolt rétegsort lakkfilmszelvényen is rögzítették, és elvégezték kitöltésvizsgálatát. Eszerint az alsó két réteg a Würm 1/2-ben, a löszös agyag a Würm 2 tundra időszakában, a vastag, homogén barlangi lösz pedig a Würm 2+3-ban ülepedett le. A szeleta-kultúrájú leletek kora tehát itt is a Würm 1/2 interstadiálisra vagy a Würm 2 tundra időszakára helyezhető. A kiadvány 30. ábráján a Pilisszántói II. kőfülke rétegsora, 70. ábráján pedig a kőfülkében talált rétegsor anyagmintáinak szemcseméret-megoszlási görbéje figyelhető meg.
Kitöltéstani adatok. Szemeloszlás:
|                  | > 0,5 mm | 0,5–0,01 mm | < 0,01 mm |
| ---------------- | -------- | ----------- | --------- |
| 1. humusztalaj   | 73       | 23          | 4         |
| 2. fehéres tufás | 69       | 24          | 7         |
| 3. löszös        | 12       | 82          | 6         |
| 4. löszösagyag   | 65       | 32          | 3         |
| 5. barna         | 76       | 19          | 5         |
| 6. barnásvörös   | 77       | 17          | 6         |

A szemeloszlás jelzőszámai:
|             | Korróziós index | > 5 mm / < 0,5 mm | Schönhals-index | 0,1–0,05 mm / 0,05–0,02 mm |
| ----------- | --------------- | ----------------- | --------------- | -------------------------- |
| tufás       | 1,2             | 1,6               | 54              | 0,7                        |
| löszös      | 0               | 0,06              | 54              | 0,8                        |
| löszösagyag | 0,6             | 1,6               | 52              | 0,9                        |
| barna       | 2,2             | 2,5               | 52              | 1                          |
| barnásvörös | –               | 2,5               | 50              | 1,1                        |

Vegyvizsgálati adatok
|             | alumínium-oxid / (szilícium-dioxid / 4) | kalcium-karbonát | szilícium-dioxid | alumínium-oxid | vas(III)-oxid |
| ----------- | --------------------------------------- | ---------------- | ---------------- | -------------- | ------------- |
| humusz      | 1                                       | 49               | 32,6             | 8,4            | 2,77          |
| tufás       | 0,7                                     | 51               | 42,4             | 7,64           | 2,8           |
| lösz        | 0,8                                     | 35               | 48,6             | 9,24           | 3,01          |
| löszösagyag | 0,9                                     | 27               | 47,8             | 10,92          | 3,88          |
| barna       | 1                                       | 42               | 37,8             | 9,56           | 3,01          |
| barnásvörös | 1,1                                     | 44               | 38,4             | 10,1           | 3,28          |

Faunisztikai adatok Vértes László szerint (a tufás réteg, a lösz és a löszösagyag maradványai): Vulpes vulpes L., Lepus timidus L., Felis silvestris Schreb. [33a], Capreolus caprea L. [41], Equus sp., Ursus spelaeus Rosenm. (ritka), Rangifer tarandus L., Cervus elaphus L. A barna és a barnásvörös rétegek faunája: Ibex priscus Woldr., Ursus spelaeus Rosenm. (domináns), Vulpes vulpes L., Hyaena spelaea Goldf. [33], Equus sp., Lynx lynx L., Coelodonta antiquitatis Blumb., Rupicapra rupicapra L., Bos seu Bison, Felis spelaea Goldf. [35], Canida (?) sp. Régészeti leletanyag: az alsó, barna rétegből került elő 2 szeleta-kultúrájú kaparó (az egyik obszidián!) és egy többé-kevésbé bizonytalan csonthegytöredék. Az 1951-ben kiadott publikációban közölt többi csontkészítményről később kiderült, hogy nem eszközök.
Az 1967-ben publikált Pilis útikalauzban az olvasható, hogy a Pilisszántói-kőfülke környékén, a függőleges sziklafal oldalában van még néhány kisebb üreg. Ezek közül nevezetes a Pilisszántói II. kőfülke, amelynek a Pilisszántói-kőfülkétől 70 m-re van a bejárata. A csak 2 m hosszú, 5 m széles és 2 m magas Pilisszántói 2. sz. kőfülkében a régészek a szeleta kultúrájú ősember jellegzetesen pattintott kőeszközeit találták meg. Az 1974-ben megjelent, Pilis útikalauz című könyvben, a Pilis hegység és a Visegrádi-hegység barlangjainak jegyzékében (19–20. old.) meg van említve, hogy a Pilis hegység és a Visegrádi-hegység barlangjai között vannak a Pilisszántói-kőfülkék. A Pilis hegység barlangjait leíró rész szerint a Pilisszántói-kőfülke közelében, a majdnem függőleges sziklafal oldalában van néhány kisebb üreg. Ezek közül a Pilisszántói-kőfülkétől 70 m-re található Pilisszántói II. kőfülke nevezetes. Ez utóbbi kőfülke csak 2 m hosszú, 5 m széles és 2 m magas. Ebből az üregből gyapjas orrszarvú, gímszarvas, rénszarvas, barlangi medve, barlangi oroszlán és barlangi hiéna csontjain kívül a szeleta-kultúrájú, őskori ember jellegzetesen pattintott kőeszközei kerültek elő.
A Bertalan Károly által írt, 1976-ban befejezett kéziratban az van írva, hogy a Pilis hegységben, a Pilis-vonulatban, Pilisszántón helyezkedik el a Pilisszántói II.sz. kőfülke (a Vértes László által leírt). A Pilisszántói-kőfülkétől 70 m-re, 386 m tszf. magasságban, 60 m relatív magasságban van a Pilisszántói 2. sz. kőfülke, amely 2 m hosszú, 5 m széles és 2 m magas. A barlang kőfülke (abri) jellegű. A kézirat barlangot ismertető része 1 publikáció alapján lett írva. A Pilisszántói 4.sz. üreg (Pilisszántói régi kőfülke) a Pilis hegységben, a Pilis-vonulatban, Pilisszántón található. Pilisszántó felett, a Pilis hegy DK-i sziklabarázdájának ÉK-i oldalában, kb. 390 m tszf. magasságban fekszik a barlang. A többi barlang alá is kiterjedő nagy törmeléklejtő felett van. A 2 m hosszú, 2 m magas és 2,5 m széles barlang bejárata 2,5 m széles és 2 m magas. Az üreg fel van tárva, fedezéket készítettek benne. (A Pilisszántói 4.sz. üregre vonatkozó adatok 1953-ból származnak.) A kézirat barlangot ismertető része 1 publikáció alapján lett írva.
Az 1977. évi Karszt és Barlangban lévő, Jánossy Dénes által írt áttekintésben szó van arról, hogy a pilisi Pilisszántói 2. sz. kőfülke azok között a felső pleisztocén–holocén üledékeket tartalmazó, dunántúli barlangok között van, amelyekből nem került elő jelentős újdonság. A publikációban van egy Magyarország térkép, amelyen azoknak a Magyarországon lévő barlangoknak a földrajzi elhelyezkedése figyelhető meg, amelyek őslénytani leleteik miatt ismertek. A térképen látható a Dunántúl lelőhelyei közé sorolt Pilisszántói II. kőfülke földrajzi elhelyezkedése. A folyóirat 1977. évi különszámába bekerült az áttekintés angol nyelvű változata. Ebben a tanulmányban is közölve lett a térkép, amelyen Pilisszántó Rock Shelter No. 2 a barlang neve.
Az 1977. évi Karszt és Barlangban lévő, Gábori Miklós által írt összefoglalásban közölve lett, hogy a Dunántúlon elhelyezkedő lelőhelyek közül a Pilisszántói II. kőfülke (Pilisszántó II. kőfülke) új hitelesítő ásatása is megtörtént. A Pilisszántói 2. sz. kőfülkében a barlangi gravettien kultúra anyaga lett feltárva. A tanulmányban van egy Magyarország térkép, amelyen a Magyarországon lévő, régészetileg kutatott barlangok földrajzi elhelyezkedése figyelhető meg. A térképen látható a Dunántúl lelőhelyei közé sorolt Pilisszántói II. kőfülke földrajzi elhelyezkedése. A folyóirat 1977. évi különszámába bekerült az összefoglalás angol nyelvű változata. Ebben a tanulmányban is közölve lett a térkép, amelyen Pilisszántó Rock Shelter No. 2 a barlang neve.
Az 1984-ben kiadott, Magyarország barlangjai című kiadványban van egy Magyarország térkép, amelyen azoknak a Magyarországon lévő barlangoknak a földrajzi elhelyezkedése figyelhető meg, amelyek őslénytani leleteik miatt legismertebbek. A térképen látható a Pilisszántói 2. sz. kőfülke földrajzi elhelyezkedése. A könyvben van egy Magyarország térkép, amelyen a Magyarországon lévő, régészetileg kutatott jelentősebb barlangok földrajzi elhelyezkedése figyelhető meg. A térképen látható a Pilisszántói 2. sz. kőfülke földrajzi elhelyezkedése. A kiadvány országos barlanglistájában szerepel a Pilis hegység barlangjai között a barlang Pilisszántói 2. sz. kőfülke (II. kőfülke) néven. Az összeállításban lévő Pilisszántói 4. sz. üreg másik neve Pilisszántói régi kőfülke. A listához kapcsolódóan látható a Dunazug-hegység barlangjainak földrajzi elhelyezkedését bemutató 1:500 000-es méretarányú térképen a Pilisszántói 2. sz. kőfülke és a Pilisszántói 4. sz. üreg földrajzi elhelyezkedése.
Az 1986-ban megjelent, Pest megye régészeti topográfiája című kiadványban szó van arról, hogy a Pilisszántói-kőfülkétől 70 m-re, 386 m tszf. magasságban van a II. számú kőfülke bejárata. Ezt a barlangot Vértes László tárta fel 1946-ban. Alsó rétegeiből egy kovából és egy obszidiánból készült kaparó, illetve egy bizonytalan megmunkálású csonthegy töredéke látott napvilágot. A két kaparót Vértes László először magdaléninek határozta meg (Magyar Nemzeti Múzeum Pb 51/109–115.), később pedig a szeleta-kultúrához sorolta. A Pilisszántói 2. sz. kőfülke új, Vértes László által 1947-ben végzett ásatása során Vértes László gyűjtött a kőfülke holocén rétegeiből néhány edénytöredéket. Az ezek között lévő, tűzdelt barázdás díszű korsótöredék Kalicz Nándor szerint a balatoni csoport II. fázisához tartozik (MNM Cserépleltár 1/1947.). A fekete, simított felületű oldaltöredékek vaskoriak, egy fenéktöredék pedig középkori (MNM Cserépleltár 1/1947.). (A topográfia Pilisszántói 2. sz. kőfülkét ismertető részében említett, a Pilisszántói 2. sz. kőfülkéből előkerült leleteket bemutató, Kalicz Nándor által írt két tanulmány szerint a bemutatott leletek lelőhelye a Pilisszántói-kőfülke.)
1990-ben Kárpát József (Barlangtani Intézet) felmérte a barlangot, majd a felmérés adatainak felhasználásával, 1990-ben megszerkesztette a Pilisszántói 2. sz. kőfülke (Pilisszántó, 4840-181) alaprajz térképét és keresztszelvény térképét. A térképek 1:100 méretarányban mutatják be a barlangot. Az alaprajz térképen, amelynek használatához a térképlapon fel van tüntetve az É-i irány, megfigyelhető a keresztszelvény elhelyezkedése a barlangban. A Kárpát József által 1990-ben írt kéziratban szó van arról, hogy a Pilisszántói II.sz. kőfülke (Vértes L. féle kőfülke) Pilisszántón, a Pilisszántói-kőfülkétől D-re, 70 m-re, sziklafal tövében, 386 m tszf. magasságban fekszik. A Pilisszántói 2. sz. kőfülke az ösvény mellett, könnyen megtalálható helyen van. A 3,7 m hosszú barlang bejárata 4,4 m széles és 2,3 m magas. Az üreg dachsteini mészkőben keletkezett kifagyás és korrózió miatt. A sziklaeresz jellegű kis kőfülkében láthatók az ásatási nyomok. Nincs képződmény a barlangban, amelynek kitöltése aprószemcsés kőzettörmelék. Az ismertetésbe bekerült a barlang 1990-ben készült két térképe.
Az 1991-ben megjelent útikalauzban meg van ismételve az 1974-es útikalauzban lévő, a Pilisszántói-kőfülke közelében fekvő barlangokat említő rész, azzal a különbséggel, hogy a Pilisszántói II. kőfülke üregéből a dunántúli szeleta-kultúrájú, őskőkori ember jellegzetesen pattintott kőeszközei kerültek elő. A Kárpát József által 1991-ben írt összeállításban meg van említve, hogy a Pilisszántón lévő Pilisszántói II.sz. kőfülke 4 m hosszú és 0 m mély. Az 1996. évi barlangnap túrakalauzában meg van ismételve az 1991-ben kiadott útikalauzban lévő, Pilisszántói 2. sz. kőfülkére vonatkozó rész. 1997. május 19-én Kraus Sándor megrajzolta pilisszántói sziklafal (4840-es barlangkataszteri terület) üregeinek helyszínrajzát. A rajzon, melyen jelölve van az É-i irány, látható a Pilisszántói 2. sz. kőfülke (a rajz szerint 2. = 4.) földrajzi elhelyezkedése. A Kraus Sándor által 1997-ben írt beszámolóban az olvasható, hogy a jelentős, 1997 előtt is ismert Pilisszántói 2.sz.kőfülke térképe 1997 előtt készült el. Ez a barlang lehet, hogy a Vértes L.féle kőfülke, illetve Pilisszántói 4.sz.üreg. A kéziratba bekerült az 1997-ben készült helyszínrajz.
A 2003-ban kiadott, Magyarország fokozottan védett barlangjai című könyv szerint a Pilis hegy sziklás DK-i letörésében, egymáshoz közel van két kőfülke (Pilisszántói-kőfülke, Pilisszántói 2. sz. kőfülke). A Pilisszántói-kőfülkétől ÉK-re, kb. 70 m-re van a Pilisszántói 2. sz. kőfülke bejárata. A vastagpados, nagytömegű felső triász dachsteini mészkőből álló Pilis hegy kiemelkedése után inaktívvá vált forrásszájak a környéken vadászó embereknek kitűnő búvóhelyeik voltak a jégkorszaktól. Kormos Tivadar és Gábori Miklós a Pilisszántói-kőfülkéből előkerült leletanyag alapján megállapították, hogy a Pilisszántói-kőfülke tarándszarvas vadászok ideiglenes vadásztanyája volt, de Vértes László szerint, aki a Pilisszántói 2. sz. kőfülkében 1946–1947-ben ásatást végzett, nemcsak vadásztanyaként, hanem lakóbarlangként is szolgált a két kőfülke.
A 2005-ben napvilágot látott, Magyar hegyisport és turista enciklopédia című kiadványban az van írva, hogy Vértes László 1946-ban a Pilis hegységben (Pilisszántói 2. sz. kőfülke) ásatást végzett. A Duna–Ipoly Nemzeti Park Igazgatóság működési területén, a Pilis hegységben elhelyezkedő és 4840/181 kataszteri számú Pilisszántói 2. sz. kőfülke, 2006. február 28-tól, a környezetvédelmi és vízügyi miniszter 8/2006. KvVM utasítása szerint, megkülönböztetett védelmet igénylő barlang. A Duna–Ipoly Nemzeti Park Igazgatóság működési területén lévő és 4840-181 kataszteri számú Pilisszántói 2. sz. kőfülke, 2012. február 25-től, a vidékfejlesztési miniszter 4/2012. (II. 24.) VM utasítása szerint, megkülönböztetetten védett barlang. 2013. augusztus 12-től a belügyminiszter 43/2013. (VIII. 9.) BM rendelete szerint a Pest megyei Pilisszántón található, 4840-181 barlangkataszteri számú és 23905 lelőhely-azonosítójú Pilisszántói 2. sz. kőfülke régészeti szempontból jelentős barlangnak minősül.

## További irodalom
- Markó András: Jankovichian, Szeletian or a Leaf Point Industry: Analysis of Three Small Lithic Assemblages. Acta Archaeologica Academiae Scientiarum Hungaricae, 2019. (70. köt.) 262., 263–264., 264., 273. old.
- Vértes László: Barlangok élővilága. Természetbarát, 1951. (31. évf.) 2. sz. 10. old.
- Vértes László: L'abri II. de Pilisszántó. Annales Historico-Naturales Musei Nationalis Hungarici (A Magyar Természettudományi Múzeum Évkönyve), 1951. (1. köt.) 223–231. old.
- Vértes László: Les conditions de l'interstadial Würmien I/II hongrois elucidées par l'examen des remplissages de grottes. Acta Geologica, 1955. (3.) 393. oldal, 1–2. kép